# Caelles (Pinell de Solsonès)
Caelles és una masia situada al municipi de Pinell de Solsonès, a la comarca catalana del Solsonès, que està inclosa a l'Inventari del Patrimoni Arquitectònic de Catalunya.
Està situada a 672 m d'altitud.

## Descripció
Aquesta masia és considerada com una de les més antigues de tot el municipi de Pinell.
De planta rectangular amb teulada a doble vessant i el carener paral·lel a la façana principal. Consta de planta baixa i dos pisos. A la façana principal es troba la porta d'arc de mig punt adovellat; en els pisos superiors, tres finestres per planta, totes allindades i amb l'ampit de pedra motllurat. Una de les finestres del primer pis està subdividida en quatre per una creu de pedra, a la llinda hi ha gravada una inscripció i, per sobre, hi ha una cornisa en baix relleu. A la cantonada sud-oest i amb accés des del segon pis, hi havia una torre de la qual queden molt poques restes.

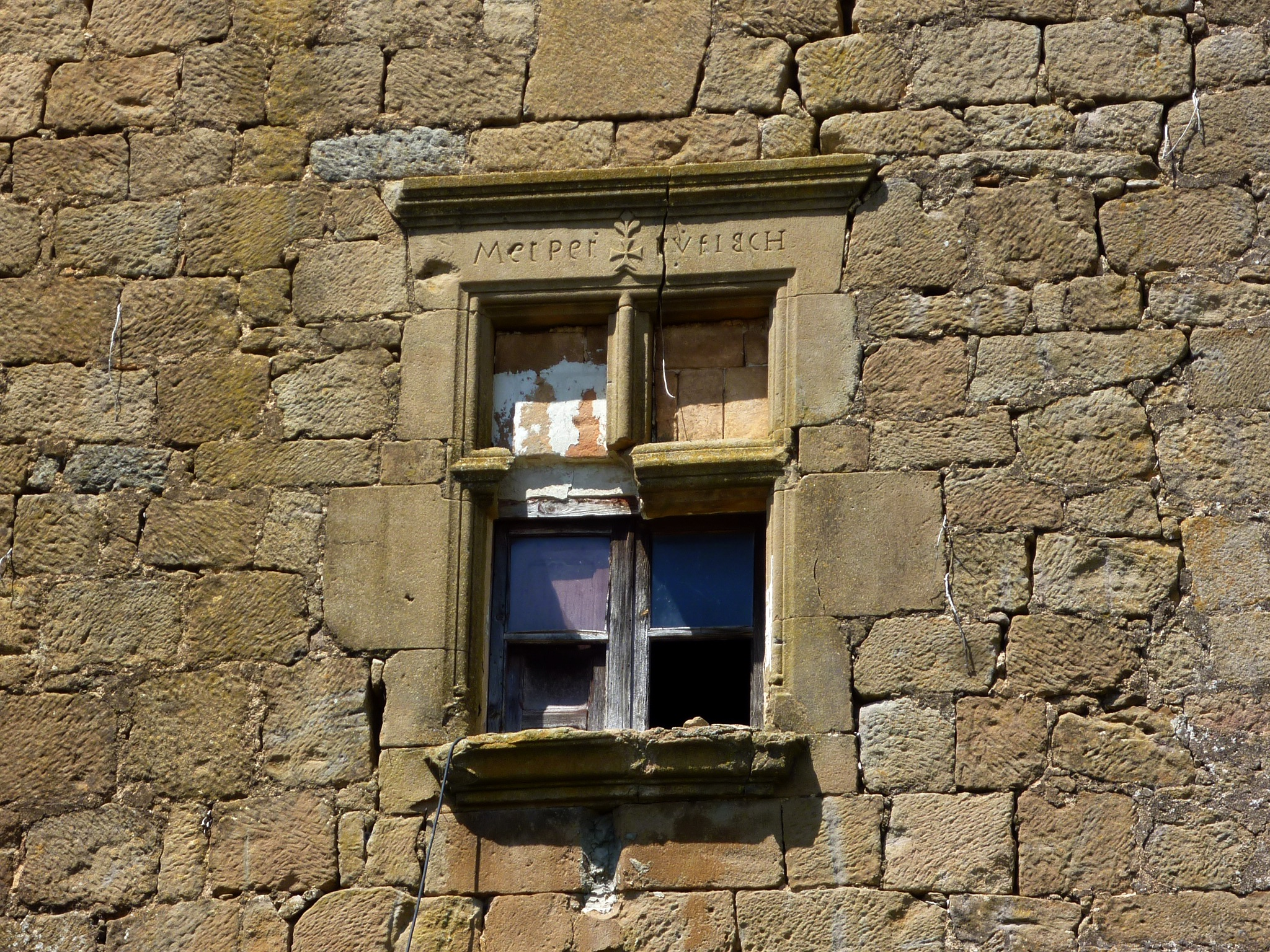
Detall d'una finestra